# Dita von Teese

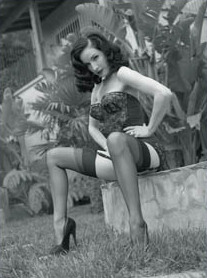
Dita von Teese, fotograferad 2007 av Steve Diet Goedde.

Dita von Teese, egentligen Heather Renée Sweet, född 28 september 1972 i Rochester i Michigan, är en amerikansk burleskartist, modedesigner, fotomodell och tidigare stripteasedansös. Hon har ofta förekommit i fetischsammanhang.
År 2009 medverkade von Teese som dansare i Tysklands bidrag i Eurovision Song Contest.

## Privatliv
Sweet gifte sig med Brian Hugh Warner, känd under artistnamnet Marilyn Manson, den 3 december 2005. Vid bröllopet uppträdde bland andra den tyske sångaren Max Raabe. I januari 2007 ansökte Sweet om skilsmässa och anförde då mannens narkotika- och alkoholmissbruk som skäl för ansökan.

## Filmografi

### Spelfilmer
- Don't Worry Darling (2022) - sig själv
- The Boom Boom Room (2007) - Adeline Winter
- Saint Francis (2007) - Soul, Pica Bernard
- The Death of Salvador Dali (2005) - Gala
- Blooming Dahlia (kortfilm, 2004) - Elizabeth Curt
- Matter of Trust (1997) - Heather Sweet
- Romancing Sara (1995) - Heather Sweet

### Musikvideo
- Green Day - "Redundant" (1998)
- Marilyn Manson - "mOBSCENE" (2003)
- Thirty Seconds To Mars - "Up In The Air" (2013)
- Taylor Swift - "Bejeweled" (2022)[2]